# HD 208487
HD 208487 é uma estrela na constelação de Grus. Tem uma magnitude aparente visual de 7,47, sendo invisível a olho nu. Com base em medições de paralaxe pela sonda Gaia, está localizada a aproximadamente 150 anos-luz (46 parsecs) da Terra. Sua magnitude absoluta é igual a 4,25.

## Características
Esta estrela é classificada com um tipo espectral de G1/3(V), o que indica que é uma estrela de classe G da sequência principal, assim como o Sol, que gera energia pela fusão de hidrogênio no núcleo. Apesar da classificação, HD 208487 é maior que o Sol, possuindo uma massa estimada de 116% da massa solar e um raio de 117% do raio solar. Sua fotosfera está brilhando com 1,76 vezes a luminosidade solar e tem uma temperatura efetiva de 6 140 K. Sua metalicidade é um pouco maior que a do Sol, com uma abundância de ferro 20% superior à solar. A estrela apresenta um baixo nível de atividade cromosférica e possui uma idade estimada em 2,3 bilhões de anos.

## Sistema planetário
Em 2005 foi descoberto um planeta extrassolar orbitando HD 208487 com um período de 130 dias, detectado por espectroscopia Doppler como parte do Anglo-Australian Planet Search. Os 35 dados de velocidade radial obtidos indicam que esse objeto é um planeta gigante com uma massa mínima de aproximadamente 50% da massa de Júpiter (MJ) a uma distância média de 0,52 UA da estrela. Sua órbita tem uma excentricidade moderada de 0,2.
Os dados de velocidade radial da estrela apresentam grande dispersão em torno da solução de um planeta, o que pode sugerir a presença de um segundo corpo no sistema, mas suas características não são bem estabelecidas. Em 2006, uma reanálise do conjunto de dados de velocidade radial encontrou três possíveis períodos para o segundo planeta, de 14,5, 28 e 998 dias, sendo o primeiro valor considerado o mais provável. Nesse cenário, o planeta tem uma massa mínima de 0,11 MJ e está a 0,11 UA da estrela. Em 2007, um estudo alegou a detecção de um planeta de 0,45 MJ com período de 908 dias, a uma distância de 0,51 UA. Outro estudo encontrou duas soluções plausíveis, com períodos de 28,6 ou aproximadamente 1000 dias. Em qualquer caso, os parâmetros do planeta de 130 dias permanecem quase inalterados.
| Planeta | Massa             | Semieixo maior (UA) | Período orbital (dias) | Excentricidade |
| ------- | ----------------- | ------------------- | ---------------------- | -------------- |
| b       | >0,520 ± 0,082 MJ | 0,524 ± 0,30        | 130,08 ± 0,51          | 0,24 ± 0,16    |